# Antonio Marchesano
Antonio Marchesano   (Montevideo, 7 de novembre de 1930 - Montevideo, 24 de gener de 2019) va ser un advocat i polític uruguaià pertanyent al Partit Colorado.

## Biografia
Nascut a Montevideo, la capital de l'Uruguai, Marchesano es graduà en Dret per la Universitat de la República (UdelaR). Fou diputat abans i després del cop d'estat de 1973. Tan sols ocupà el càrrec de ministre de l'Interior durant tres anys, de 1986 a 1989, nomenat pel president Julio María Sanguinetti Coirolo. El 1990 es retirà de la vida política.